# معلقة لبيد بن ربيعة
معلقة لبيد بن ربيعة هي قصيدة من قصائده، تعد من المعلقات. يبلغ عدد أبيات المعلقة 89 بيتًا. [بحاجة لمصدر]

## لبيد بن ربيعة
لبيد بن ربيعة هو لبيد بن ربيعة بن مالك بن جعفر بن كلاب بن ربيعة بن عامر بن صعصعة بن معاوية بن بكر بن هوازن بن عكرمة بن خصفة بن قيس عيلان بن مضر، قدم إلى النبي وأسلم وحسن إسلامه، قال معلقته للشاعر النابغة الذبياني عندما رأى عليه علامات الشاعرية فقال له:«يا غلام إن عينيك لعينا شاعر أنشدني» فانشده أثنتين فقال له: زدني فأنشده المعلقة فقال له النابغة: أذهب فأنت أشعر العرب، وفي رواية أشعر هوازن. ولم يقل في الإسلام إلا بيتا واحدا، وهو:

## المعلقة

### التعريف بالمعلقة
نظم معلقته وأساسها الطلول ومنتصفها وصف الخمرة والمحبوبه وأخرها كان عن الكرم والفخر.